# Wilhelmus Vet
Wilhelmus Vet (* 29. Mai 1781 in Hilversum; † 7. März 1853 in Den Haag) war von 1824 bis 1825 alt-katholischer Bischof von Deventer.

## Leben
Er wurde als Sohn des Cornelis Vet und der Gertrudis Willems Lam geboren. Ab dem 1. September 1794 besuchte er das Seminar in Amersfoort. Die Priesterweihe empfing er am 18. Dezember 1803. Er wirkte in Amsterdam (1803 bis 1855), danach in Rijswijk und zugleich in Eikenduinen bei Scheveningen. Am 14. Oktober 1814 wurde er zum Erzpriester (Dekan) ernannt und am 18. August 1818 zum Kanonikus gewählt, die Amtseinführung erfolgte erst am 29. April 1819. Im Februar 1829 wurde Vet Dekan des Metropolitankapitels.
Am 7. Oktober 1824 wurde er zum Bischof von Deventer ernannt und empfing am 12. Juni 1825 in Den Haag die Bischofsweihe durch den Bischof von Haarlem, Johannes Bon. 